# Kim (musikalbum)
Kim är ett studioalbum från 2009 av den svenska rocksångaren Kim Fransson. Fransson deltog samma år i den svenska realityserien Made in Sweden tillsammans med Janet Leon. Albumet producerades av Marcus Englof och Alex Papaconstantinou. Exekutiva producenter är Anders Bagge och Andreas Carlsson.   

## Låtlista
1. 3 Floors Down (K. Fransson, A. Bagge, F. Hallström, Andreas Carlsson)
2. Kiss And Make Up (K. Fransson, A. Bagge, F. Hallström, Andreas Carlsson)
3. Let That Feeling Grow (K. Fransson, F. Hallström, Andreas Carlsson)
4. The Hardest Lesson (D. Child, A. Carlsson, K. Fransson, A. Bagge)
5. Another State of Mind (K. Fransson, F. Hallström, Andreas Carlsson)
6. Man in the Moon (K. Fransson, F. Hallström)
7. Here Comes the Night (K. Fransson, A. Bagge, F. Hallström, Andreas Carlsson)

## Listplaceringar
| Lista (2009) | Topplacering |
| ------------ | ------------ |
| Sverige      | 14           |

### Fotnoter
1. ↑  ”Kim”. Svensk mediedatabas. 28 februari 2009. http://smdb.kb.se/catalog/id/002455496. Läst 21 november 2014.
2. ↑  ”Kim”. Swedischcharts. 28 februari 2009. http://swedishcharts.com/showitem.asp?interpret=Kim+%5BSE%5D&titel=Kim&cat=a. Läst 18 oktober 2014.